# Ophryotrocha craigsmithi
Ophryotrocha craigsmithi är en ringmaskart som beskrevs av Wiklund, Glover och Dahlgren 2009. Ophryotrocha craigsmithi ingår i släktet Ophryotrocha, och familjen Dorvilleidae. Arten är reproducerande i Sverige.